# ساویلی تارتاکوور
ساویلی تارتاکوور (زادهٔ ۲۲ فوریهٔ ۱۸۸۷ در روستوف-نا-دونو – درگذشتهٔ ۴ فوریهٔ ۱۹۵۶ در پاریس) استادبزرگ شطرنج لهستان و فرانسه بود. وی همچنین از اولین خبرنگاران شطرنج در دههٔ ۱۹۲۰ و ۱۹۳۰ (میلادی) بود.
تارتاکوور بیشتر برای پندهای کوتاه و تأثیرگذار و بذله‌گویی‌های طنزآمیزش به یادمانده‌است. کتاب‌های او همچنان بسیار پرطرفدار هستند.

## زندگی‌نامه
تارتاکور در سال ۱۸۸۷ میلادی در روستوف-نا-دونو در شوروی متولد شد. پدر و مادر او اتریشی و لهستانی بودند. در ۱۰ سالگی شطرنج را یادگرفت. در ۱۸۸۹ شوروی را ترک کرد. تحصیلات خود را در ژنو و سپس در وین ادامه داد و در سال ۱۹۰۹ درجهٔ دکترای حقوق گرفت. او در سال ۱۹۰۶ به عنوان استاد بزرگ شطرنج آلمان دست پیدا کرد. وی در ۱۹۲۴ مقیم پاریس شد. در سال ۱۹۵۰ (سن ۶۳ سالگی) توسط فدراسیون بین‌المللی شطرنج به همراه ۳۲ شطرنج‌باز دیگر برای اولین بار درجه استادبزرگ شطرنج را به طور رسمی دریافت کرد.